# Фэйтфул, Эмили
Эмили Фейтфулл (27 мая 1835, Хэдли, Суррей — 31 мая 1895, Манчестер, Ланкашир) — активистка за права английских женщин и издатель.

## Биография
Эмили Фейтфулл родилась 27 мая 1835 года в доме приходского священника Хедли , графство Суррей. Она была младшей дочерью преподобного. Фердинанд Фейтфулл и Элизабет Мэри Харрисон. Фейтфулл учился в школе в Кенсингтоне и был представлен суду в 1857 году
Фейтфулл присоединилась к кружку Лэнгхэм-плейс, состоящему из единомышленниц Барбары Ли Смит Бодишон, Бесси Рейнер Паркс, Джесси Бушерет, Эмили Дэвис и Хелен Блэкберн. Langham Place Circle выступала за правовую реформу в отношении статуса женщин (включая избирательное право), занятости женщин и улучшения образовательных возможностей для девочек и женщин. Хотя Фейтфулл отождествляла со всеми тремя аспектами целей группы, её основные интересы были сосредоточены на расширении возможностей трудоустройства женщин. Кружок был ответственен за формирование Общества содействия занятости женщин в 1859 году.
В 1864 году Фейтфулл была замешана в разводе между адмиралом Генри Кодрингтоном и его женой Хелен Джейн Смит Кодрингтон (1828—1876). Кодрингтона обвинили в попытке изнасиловать Фейтфулла; однако по мере развития дела эти обвинения были позже сняты, и Фейтфулл отказалась давать показания. Было также высказано предположение, что Фейтфулл и Хелен были любовницами-лесбиянками. В результате ограниченного участия и связи Фейтфулл с этим делом, её репутация пострадала, и Langham Place Group сторонилась её. Именно после этой связи с этим делом, Фейтфулл решила уничтожить все свои личные документы, в частности письма, написанные её семье и от неё, не оставив после себя ничего, кроме профессиональных публикаций и нескольких ценных писем и вырезок.
Одним из её племянников был актёр Ратленд Баррингтон, а другим индолог Джон Фейтфулл Флит, ICS. Среди своих друзей она выделяла Ричарда Пикока, одного из основателей Beyer Peacock Locomotive Company, которому она посвятила эдинбургское издание своей книги «Три визита в Америку» со словами моему «другу Ричарду Пикоку, эсквайру из Гортон-Холла» в 1882 году. Она также была свидетельницей брака дочери Пикока Джейн Пикок с Уильямом Тейлором Бирчено, сыном Джона Бирчено, другого промышленника, упомянутого в книге «Три визита в Америку» из-за его обращения с женщинами, работающими на его шёлковой фабрике в Маклсфилде, в унитарной церкви Брукфилда, которую Ричард Пикок построил в Гортоне.
В 1888 году Фейтфулл была назначена пенсия по цивильному листу в размере 50 фунтов стерлингов. Она умерла в Манчестере.
Она — главный герой романа Эммы Донохью 2008 года «Запечатанное письмо», романа, основанного на деле о разводе Кодрингтона 1864 года.

## Victoria Press иVictoria Magazine
В январе 1864 года она опубликовала первый годовой отчет Лондонского женского общества эмансипации и продолжила публиковать другие работы от имени этого общества. В 1868 году она опубликовала роман « Изменение за изменением» . Она также выступала в качестве лектора и, с целью продвижения интересов женщин, широко и успешно читала лекции как в Англии, так и в Соединенных Штатах, которые она посетила в 1872 и 1882 годах
Она была членом Общества содействия занятости женщин . Она считала работу наборщика (сравнительно прибыльное занятие в то время) одним из возможных способов занятости для женщин. Против этого выступил Лондонский союз печатников, который был открыт только для мужчин и утверждал, что женщинам не хватает ума и физических навыков, чтобы быть наборщиками.

## Архивы
Архив Эмили Фэйтфулл хранится в Женской библиотеке Библиотеки Лондонской школы экономики], исх. 7EFA.